# Spermophora dubia
Spermophora dubia är en spindelart som beskrevs av Kulczynski 1911. Spermophora dubia ingår i släktet Spermophora och familjen dallerspindlar. Inga underarter finns listade i Catalogue of Life.